# Kelvingrove Parish Church

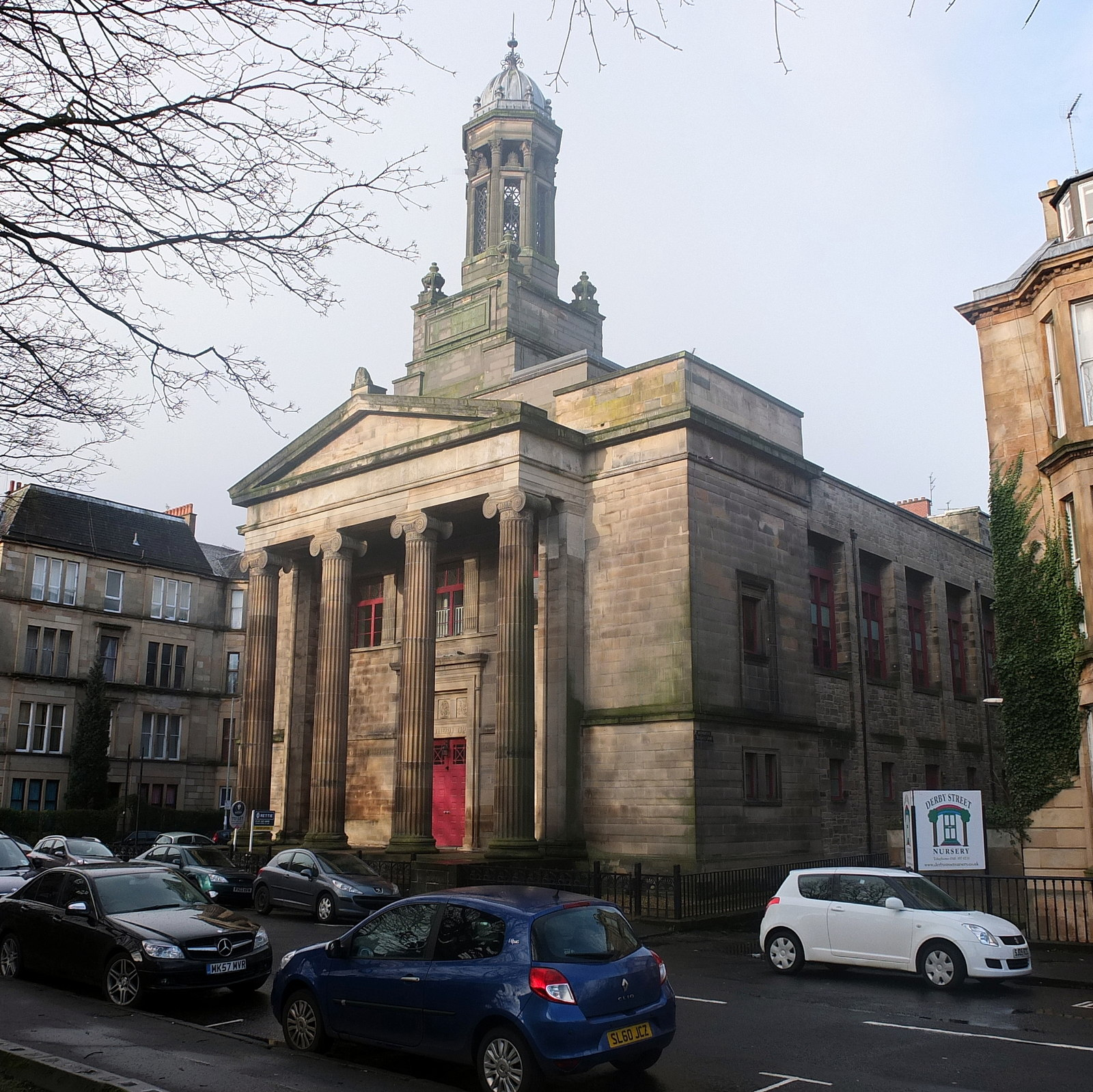
Kelvingrove Parish Church

Die Kelvingrove Parish Church, ehemals auch Finnieston Parish Church, ist ein ehemaliges Kirchengebäude und heutiges Wohngebäude in der schottischen Stadt Glasgow. 1966 wurde das Bauwerk in die schottischen Denkmallisten in der höchsten Denkmalkategorie A aufgenommen.

## Geschichte
Die Kelvingrove Parish Church wurde zwischen 1879 und 1880 nach einem Entwurf des schottischen Architekten James Sellars erbaut. Im Jahre 2009 wurde die zwischenzeitlich obsolet gewordene Kirche zu einem Wohngebäude umgestaltet. Dort sind 18 Wohnungen eingerichtet.

## Beschreibung
Das im klassizistischen Greek Revival ausgestaltete Gebäude steht am Südrand des Kelvingrove Parks an der Kreuzung der Bentinck Street mit der Derby Street im Glasgower Westen. Sein Mauerwerk besteht teils aus polierten Steinquadern und aus grob behauenem Bruchstein an der schlecht einsehbaren nördlichen Seitenfassade. An der ostexponierten Frontseite der länglichen Kirche entlang der Derby Street tritt ein Portikus im Stile griechischer Tempelarchitektur mit vier ionischen Säulen hervor. Gebälk und Dreiecksgiebel sind mit Ausnahme des abschließenden Akroterions schmucklos. Das zentrale Eingangsportal schließt mit Fries und bekrönendem Gesimse.
Die Seitenfassade entlang der Bentick Street ist sieben Achsen weit. Auf den fünf zentralen Achsen des zweistöckigen Gebäudes flankieren dorische Pilaster die länglichen Fenster. Unterhalb der Fenster verlaufen Friese. Die äußeren Fenster sind als Pseudo-Ädikulä gearbeitet. Im Erdgeschoss finden sich zwei Eingangstüren sowie schmucklose Fenster. Die gegenüberliegende Fassade ist in weiten Teilen identisch ausgestaltet. An der Rückseite tritt eine angedeutete Apsis als flacher elliptischer Bogen heraus. Oberhalb des Eingangsportal ragt ein kleiner Turm von dem schiefergedeckten Dach auf. Er ist oktogonal mit korinthischen Säulen fortgeführt und schließt mit einer Kuppel.